# Cornelis (voornaam)
Cornelis en het Latijnse Cornelius zijn jongensnamen. De oorsprong van de naam is onzeker, maar mogelijk komt deze naam van het Latijnse woord cornu, wat hoorn betekent. De naam "Cornelis" staat dan voor de gehoornde. Deze verklaring is al te vinden bij de Griekse historiograaf Plutarchus, in zijn Moralia (Caput IV - Quaestiones Romanae), maar het is niet wetenschappelijk aantoonbaar dat deze correct is.
De naam komt ook voor als achternaam.

## Varianten
De volgende mannennamen (o.a.) zijn varianten of afgeleiden van Cornelis/Cornelius:
- Cees, Cor, Corné, Cornee, Corneel, Kees, Kezen, Korneel, Neel, Nelinus, Nelis.

De naam komt ook in andere talen voor:
- Duits: Cornelius, Kornel, Nellies, Niels
- Engels: Cornelius, Niles
- Frans: Cornelius, Corneille
- Fries: Knelis, Knillis, Knjillis, Kors, Krelis, Neeldert, Neelke, Neelt, Nele, Nelis, Nelle
- Hongaars: Kornel

Vrouwelijke vormen zijn onder meer Cornelia, Cokkie, Cokky, Connie, Conny, Cor, Cora, Coreline, Corlijn, Cornelieke, Cornelien, Cornelisje, Cornelijne, Corrie, Corry, Kee, Keesje, Keet, Keetje, Kornelia, Neel, Neeltje, Neely, Nel, Nele, Nelia, Nelie, Nelina, Neline, Nelke, Nella, Nellie, Nelly

## Heiligen
- Paus Cornelius, Italiaans paus, martelaar en heilige

## Bekende naamdragers

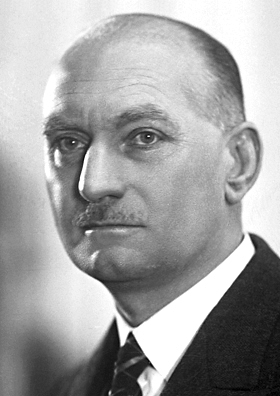
Corneel Heymans

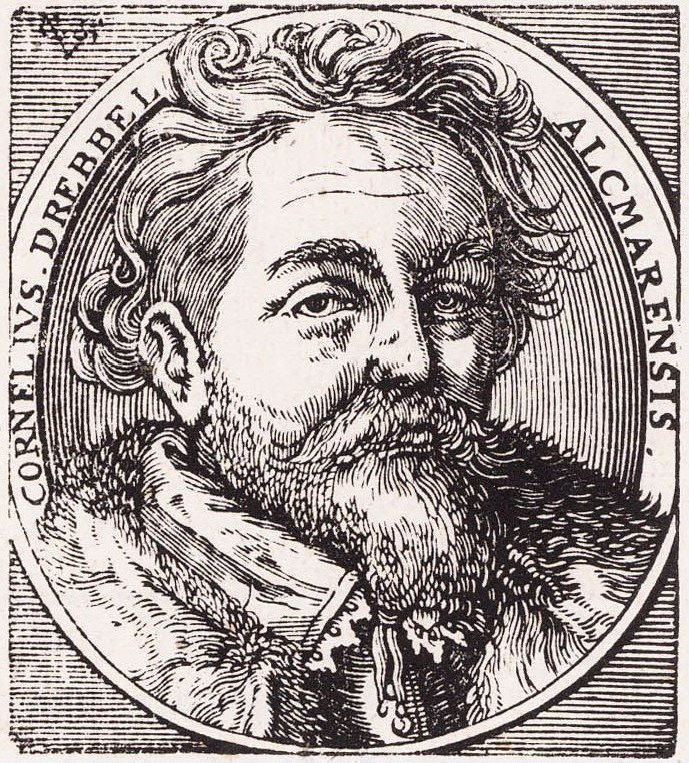
Cornelis Drebbel

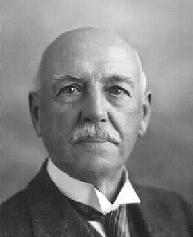
Cornelis Johannes Kieviet

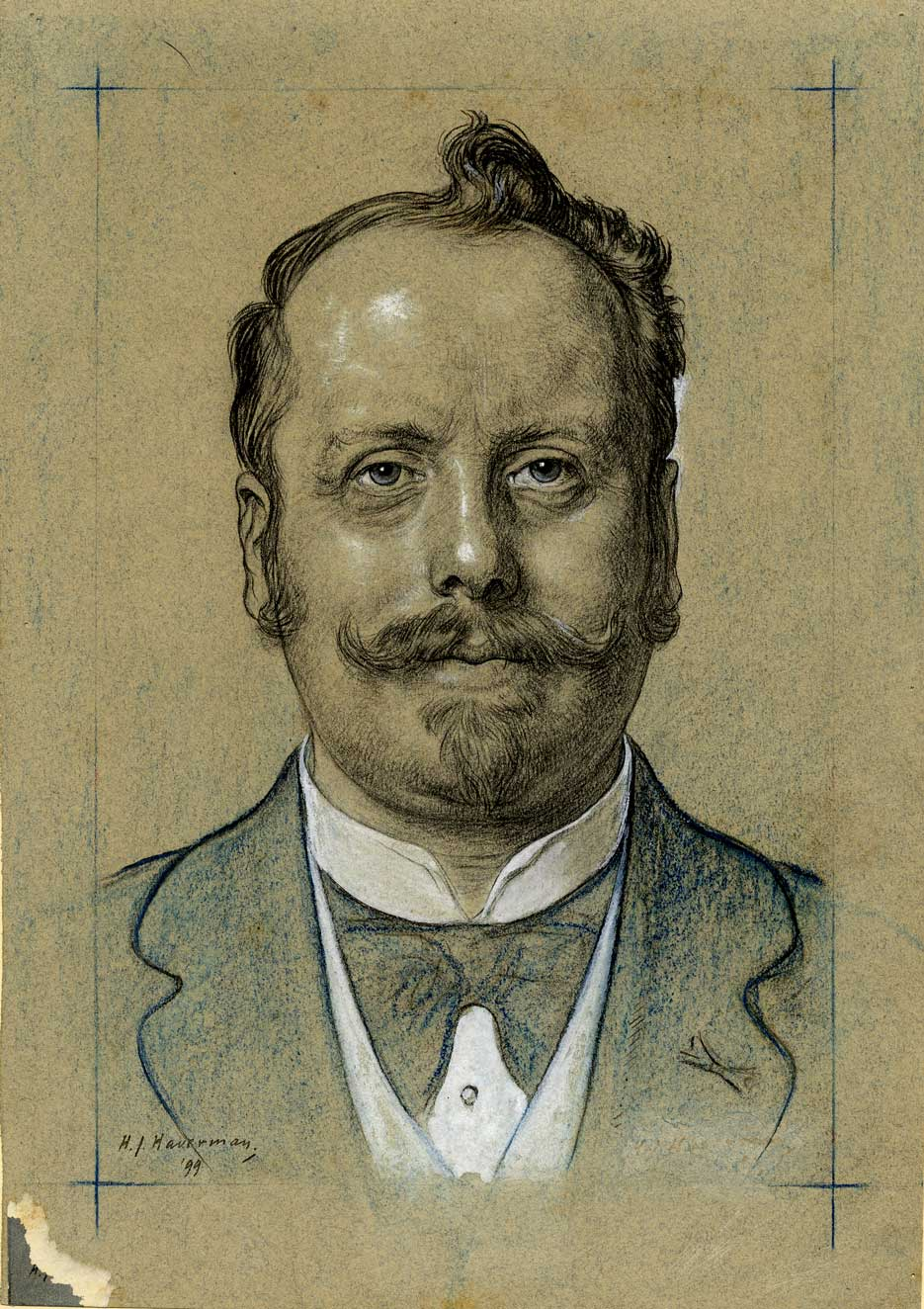
Cornelis Lely

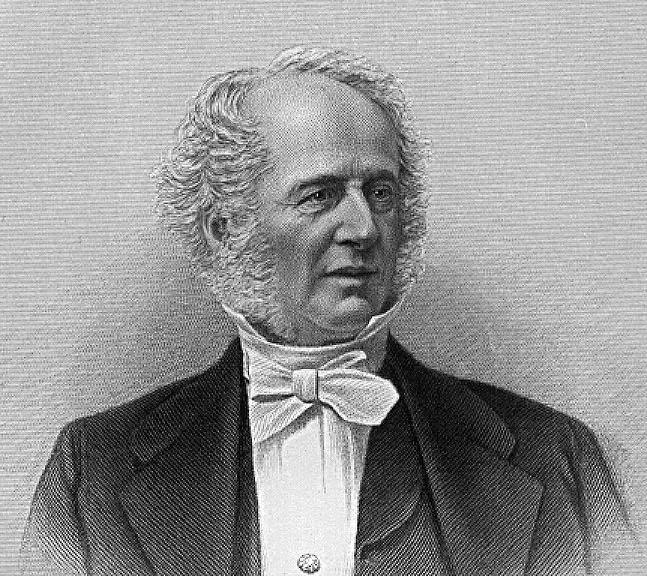
Cornelius Vanderbilt

### Corné
- Corné Klijn, Nederlands radio-dj
- Corné van Zeijl, Nederlands vermogensbeheerder en beurscommentator

### Corneel
- Corneel Heymans, Belgisch wetenschapper
- Corneel van Kuyck, Belgisch (jeugd)schrijver

### Cornelis
- Cornelis Andries Backer, Nederlands botanicus
- Cornelis Bakker, Nederlands natuurkundige
- Cornelis Blaauw, Nederlands architect
- Cornelis Corneliszoon, Nederlands uitvinder
- Cornelis Cruys, Noors-Nederlands zeevaarder
- Cornelis de Vos, Vlaams kunstschilder
- Cornelis Floris de Vriendt, Belgisch architect
- Cornelis Dirkszoon, Nederlands burgemeester en zeevaarder
- Cornelis Drebbel, Nederlands uitvinder
- Cornelis Dopper, Nederlands componist en dirigent
- Cornelis Engebrechtsz., Nederlands kunstschilder
- Cornelis Evertsen de Jongste, Nederlands admiraal
- Cornelis van den Haag, Nederlands kunstschilder
- Cornelis Cornelisz. van Haarlem, Nederlands kunstschilder en tekenaar
- Cornelis Haga, Nederlands diplomaat
- Cornelis Hooft, Nederlands bestuurder
- Cornelis van Hout, Nederlands crimineel
- Cornelis Houtman (theoloog), Nederlands theoloog
- Cornelis de Houtman, Nederlands ontdekkingsreiziger
- Cornelis Huysmans, Belgisch schilder
- Cornelis Johannes Kieviet, Nederlands onderwijzer en schrijver van jeugdboeken
- Cornelis Kiliaan, Zuid-Nederlands taalgeleerde en dichter
- Cornelis Kruseman, Nederlands kunstschilder
- Cornelis Lely, Nederlands minister en waterbouwkundige
- Cornelis van der Lijn, Nederlands burgemeester en gouverneur-generaal van de Vereenigde Oostindische Compagnie
- Cornelis Adriaan Lobry van Troostenburg de Bruyn, Nederlands scheikundige
- Cornelis Felix van Maanen, Nederlands politicus
- Cornelis Musius, Nederlands priester
- Cornelis Outshoorn, Nederlands architect
- Cornelis Petrus Maria Cor Dillen, Nederlands ondernemer, CEO Koninklijke Philips
- Cornelis Pijnacker, Nederlands cartograaf, hoogleraar en diplomaat
- Cornelis Pot, Nederlands ondernemer
- Cornelis Schell, Nederlands operazanger
- Cornelis Schut, Zuid-Nederlands kunstschilder, tekenaar en graveur
- Cornelis Speelman, Nederlands gouverneur-generaal van de Vereenigde Oostindische Compagnie
- Cornelis Springer, Nederlands kunstschilder
- Cornelis Tromp, Nederlands admiraal
- Cornelis Troost, Nederlands kunstschilder
- Cornelis Van Leemputten, Belgisch kunstschilder
- Cornelis Verdonck, Zuid-Nederlands polyfonist
- Cornelis Veth, Nederlands auteur
- Cornelis Vreeswijk, Nederlands-Zweeds zanger
- Cornelis Vrij, Nederlands onderwijzer
- Cornelis van der Waal, Nederlands predikant en theoloog
- Cornelis de Witt, Nederlands baljuw en burgemeester

### Cornelius
- Cornelius Gemma, Vlaams arts, astronoom en astroloog
- Cornelius Jansenius, Vlaams theoloog en bisschop
- Cornelius Jansenius, Zuid-Nederlands priester, theoloog en bisschop
- Cornelius Johnson, Amerikaans atleet
- Cornelius Ryan, Iers-Amerikaans journalist en historicus
- Cornelius Scepperus, Zuid-Nederlands diplomaat
- Cornelius Vanderbilt, Amerikaans ondernemer
- Cornelius Vanderbilt III, Amerikaans generaal, uitvinder en ingenieur
- Cornelius Warmerdam, Amerikaans atleet
- Cornelius Wessels, Nederlands jezuïet
- Cornelius Hermanus Wessels, Zuid-Afrikaans politicus

## Fictief figuur
- Cornelius Chesterfield, personage uit de stripreeks De Blauwbloezen
- Cornelis Droebel, personage uit de Harry Potterboeken
- Cornelis Paradijs, pseudoniem van Frederik van Eeden als auteur van de Grassprietjes
- Cornelis Prul, personage uit Donald Duck